# Nicolaas Jouwe
Nicolaas Jouwe (Jayapura, 24 de novembre de 1923 - Jakarta, 16 de setembre de 2017) va ser un polític papú, seleccionat com a vicepresident del Consell de Nova Guinea per a governar la colònia neerlandesa de Nova Guinea Neerlandesa. Com que el president del Consell de Nova Guinea era el funcionari neerlandès Frits Sollewijn Gelpke, Jouwe va ser el representant nadiu de major rang polític a la colònia neerlandesa.

## Trajectòria
Durant l'ocupació japonesa, ell, juntament amb Johan Ariks, Frans Kaisiepo i Markus Kaisiepo, van ser membres del Kempeitai japonès. El 1945 va ser inclòs entre els estudiants de l'escola de bestuur a Kota NICA (Jayapura), que es va convertir en la primera generació d'elits papús. Entre els alumnes de l'escola hi havia Frans Kaisiepo, Lukas Rumkoren, Yan Waromi, Cornelis Krey, Marthen Indey, Silas Papare, G. Saweri i Samuel D. Kawab. El 31 d'agost de 1945, durant la celebració de l'aniversari de la reina Guillemina I dels Països Baixos a Bosnik (East Biak), ell al costat de Corinus Krey, Frans Kaisiepo, Marcus Kaisiepo i d'altres es trobava a casa de Lukas Rumkorem i, en canvi, van celebrar la Declaració d'independència d'Indonèsia. El 1947, Jouwe juntament amb Markus Kaisiepo, es van veure implicats en un desacord amb el líder del Partit per la Independència d'Indonèsia Irian (PKII), Silas Papare, que va dur a aquest a traslladar-se a Java.
En un esforç més ampli per dissociar el moviment de l'elit papí amb el moviment indonesi més transversal, l'autoritat colonial neerlandesa va destituir el coronel Widjojoatmodjo i va començar a persuadir les elits papús educades perquè canviessin de bàndol, entre ells Nicolaas Jouwe. El 1949, va ser inclòs entre les delegacions a la Conferència de la Taula Rodona a l'Haia com a representant de les BFO per a Nova Guinea. El 1951 va ser un dels líders papús que es van oposar als esforços d'Indonèsia per integrar Papua Occidental. Va ser un dels membres fundadors del Moviment Unit de Nova Guinea (Gerakan Persatuan Nieuw Guinea, GPNG).
El 1961 va ser seleccionat per ser vicepresident del Consell de Nova Guinea. El 1962, després que la colònia fos cedida a l'Autoritat Executiva Temporal de les Nacions Unides l'octubre de 1962 i posteriorment a Indonèsia sis mesos més tard, va marxar de Nova Guinea cap als Països Baixos, on es va establir a la ciutat de Delft. Va prometre que no tornaria mai a la seva terra natal si encara estava ocupada per Indonèsia. Segons les seves memòries, el 16 de setembre de 1962, va ser convidat a una reunió secreta amb John F. Kennedy i Sukarno. En aquesta reunió, Kennedy va convèncer Jouwe que els esforços de Papua per independitzar-se eren una estratagema política neerlandesa per separar Papua d'Indonèsia. Al llarg dels anys va treballar per la independència de Papúa als Països Baixos, fins i tot es va convèncer d'aquesta posició combinada amb la pràctica discriminatòria del ministre d'Afers Exteriors neerlandes, Joseph Luns, cap a la delegació papú que coneixia pel seu nebot, Marie Papare, delegat papú per a Indonèsia, i que es van convertir, més tard, en la seva major motivació per tornar a Indonèsia.
L'octubre de 2008 es va emetre a la televisió neerlandesa un documental sobre la vida de Jouwe. En ell, va reiterar la seva posició de no tornar a la Papua administrada per Indonèsia. El gener de 2009, va ser convidat pel govern indonesi a visitar la seva terra ancestral. Va respondre positivament i va visitar Papua el març de 2009. Sobre aquesta visita, el mateix director va fer un segon documental però, en aquest cas, solsament de seguiment. Finalment va tornar a Papua Occidental el 2010 per convertir-se en ciutadà indonesi. El 12 de maig de 2014, en el dinar organitzat pel periodista australià de TV SBS, Mark Davies, Jouwe va declarar: «Sóc un líder del Consell d'Alliberament Nacional de Papua Occidental. No sóc membre del Moviment Papua Lliure (OPM). De fet, l'OPM va ser creat per oficials neerlandesos el 1965 per coincidir amb la repressió al Partit Comunista d'Indonèsia» i va afegir que «els Països Baixos van demanar als joves papús que havien estat entrenats que establissin l'OPM».
El 13 d'agost de 2014, Nicolaas Jouwe, juntament amb «Ondofolo» Franzalbert Joku, l'antic ministre d'Afers Exteriors de l'OPM; Nicholas Simione Messet, antic diplomàtic de l'OPM a Suècia; el sacerdot Lipiyus Biniluk; l'antic vicegovernador i secretari regional de Contant Karma, van rebre un premi del president Susilo Bambang Yudhoyono, en la forma de Bintang Jasa Nararya, mentre que l'antic governador Abraham Octavianus Atururi va rebre la Bintang Mahaputera Utama.
Jouwe va morir el 16 de setembre de 2017 a Indonèsia, als 93 anys.